# Стєклянка
Стєкля́нка (каз. Стеклянка) — село у складі Бескарагайського району Абайської області Казахстану. Входить до складу Глуховського сільського округу.
Населення — 348 осіб (2021; 474 у 2009, 528 у 1999, 616 у 1989).
Національний склад станом на 1989 рік:
- казахи — 46 %
- росіяни — 43 %